# Antonee Robinson
Antonee Robinson (sinh ngày 8 tháng 8 năm 1997), hay còn được biết dưới cái tên Jedi, là một cầu thủ bóng đá chuyên nghiệp người Mỹ hiện đang thi đấu ở vị trí hậu vệ cánh trái cho câu lạc bộ Fulham tại Premier League và đội tuyển bóng đá quốc gia Hoa Kỳ .

## Đầu đời
Sinh ra ở Milton Keynes, Anh. Robinson gia nhập học viện Everton từ năm 11 tuổi. Tháng 6 năm 2013, anh ký hợp đồng với câu lạc bộ và trở thành cầu thủ chính.

## Sự nghiệp câu lạc bộ

### Everton
Khi khoác áo đội U18 Everton, Robinson bị dính chấn thương khiến anh phải ngồi ngoài phần lớn thời gian. Anh ra mắt U21 Everton vào cuối mùa giải 2014–15. Cuối mùa giải này, anh hợp đồng chuyên nghiệp đầu tiên với câu lạc bộ Everton sau khi được đề nghị một bản hợp đồng mới.
Tuy nhiên, Robinson đã dành phần lớn thời gian của mùa giải 2015–16, anh phải ngồi ngoài bị chấn thương rách sụn dưới xương bánh chè, dẫn đến phải phẫu thuật đầu gối. Mặc dù vậy, anh vẫn ký gia hạn hợp đồng thêm một năm vào ngày 15 tháng 7 năm 2016. Sau đó, Robinson thi đấu cả ba trận tại EFL Trophy, giải đấu chứng kiến U23 Everton bị loại ở vòng bảng. Anh cũng được ra sân thường xuyên cho U23 Everton. Cuối mùa giải 2016–17, Robinson ký gia hạn hợp đồng hai năm với Everton.

#### Bolton Wanderers (mượn)
Ngày 4 tháng 8 năm 2017, Robinson ký hợp đồng Bolton Wanderers dưới dạng cho mượn cho đến tháng 1 năm 2018.
Năm ngày sau khi gia nhập Bolton Wanderers, ngày 9 tháng 8 năm 2017, anh có trận ra mắt đội bóng trong chiến thắng 2–1 trước Crewe Alexandra tại League Cup. Hai tuần sau, anh pha kiến tạo cho Jem Karacan ghi bàn thắng thứ ba cho Bolton trong chiến thắng 3–2 trước Sheffield Wednesday ở League Cup. Robinson có trận ra mắt tại giải đấu vào ngày 9 tháng 9 năm 2017, thi đấu trọn vẹn 90 phút trong trận thua 0–3 trước Middlesbrough. Sau đó, anh khẳng định mình ở vị trí hậu vệ cánh trái, đánh bại sự cạnh tranh từ Andrew Taylor. Ngày 5 tháng 1 năm 2018, Robinson đồng ý ở lại câu lạc bộ Bolton trong phần còn lại của mùa giải này.

### Wigan Athletic
Ngày 15 tháng 7 năm 2019, Robinson gia nhập đội bóng Wigan Athletic theo bản hợp đồng có thời hạn 3 năm. Anh có trận ra mắt Wigan trong trận gặp Rotherham United. Ngày 26 tháng 11 năm 2019, anh ghi bàn thắng đầu tiên cho câu lạc bộ trong trận hòa 2–2 trước Millwall.
Sau khi gây ấn tượng với Wigan Athletic với tư cách là một trong những hậu vệ cánh trái hàng đầu ở EFL Championship. Ngày 31 tháng 1 năm 2020, Robinson ký hợp đồng với AC Milan tại Serie A có giá trị 13 triệu đô la Mỹ trước thời hạn chuyển nhượng. Tuy nhiên, thỏa thuận này đã thất bại khi cuộc kiểm tra y tế của Robinson tại Milan cho thấy nhịp tim không đều mà không thể hoàn thành việc kiểm tra thêm trước có thời hạn và anh sẽ trải qua phẫu thuật cắt bỏ để chữa trị.

### Fulham
Sau khi Wigan Athletic xuống hạng từ EFL Championship,  Robinson chuyển đến câu lạc bộ Fulham F.C. tại Premier League vào ngày 20 tháng 8 năm 2020, với giá 2 triệu bảng. Ngày 16 tháng 9, anh có trận ra mắt đội bóng trong trận gặp Ipswich Town tại Cúp EFL. Ngày 4 tháng 10, Robinson có trận ra mắt ở Premier League, gặp Wolverhampton. Anh đã có ghi bàn thắng đầu tiên cho Fullham trong trận đấu tại Cúp EFL, gặp Birmingham City vào ngày 24 tháng 8 năm 2021.

## Sự nghiệp quốc tế
Robinson đủ điều kiện cho cả đội tuyển Anh và Hoa Kỳ. Anh sinh ra và lớn lên ở Milton Keynes, Anh. Cha anh là người Anh nhưng lớn lên định cư ở White Plains, New York và nhập tịch Hoa Kỳ. Robinson cũng là người gốc Jamaica thông qua bà nội của anh.
Robinson lần đầu tiên được gọi lên đội tuyển U18 Hoa Kỳ. Anh cũng được gọi vào U20 Hoa Kỳ, mặc dù không được giới hạn. Tháng 3 năm 2018, Robinson được triệu tập tham dự của Hoa Kỳ và U21 Anh, đồng thời chấp nhận lời mời của đội tuyển quốc gia Hoa Kỳ cho trận giao hữu gặp Paraguay mà anh đã được điền tên vào băng ghế dự bị. Ngày 28 tháng 5 năm 2018, anh có trận ra mắt đội tuyển Hoa Kỳ, thi đấu trọn vẹn 90 phút trong chiến thắng giao hữu 3–0 trước đối thủ Bolivia và ghi một pha kiến tạo.

## Thống kê sự nghiệp

### Câu lạc bộ
Tính đến ngày 26 tháng 12 năm 2022
| Câu lạc bộ              | Mùa giải          | Giải đấu                 | Giải đấu | Giải đấu | Cúp Quốc gia | Cúp Quốc gia | Cúp Liên đoàn | Cúp Liên đoàn | Khác | Khác | Tổng cộng | Tổng cộng |
| Câu lạc bộ              | Mùa giải          | Hạng đấu                 | Trận     | Bàn      | Trận         | Bàn          | Trận          | Bàn           | Trận | Bàn  | Trận      | Bàn       |
| ----------------------- | ----------------- | ------------------------ | -------- | -------- | ------------ | ------------ | ------------- | ------------- | ---- | ---- | --------- | --------- |
| Everton                 | 2015–16           | Premier League           | 0        | 0        | —            | —            | —             | —             | —    | —    | 0         | 0         |
| U23 Everton             | 2016–17           | Ngoại Hạng Anh 2, Hạng 1 | —        | —        | —            | —            | —             | —             | 3    | 0    | 3         | 0         |
| Bolton Wanderers (mượn) | 2017–18           | EFL Championship         | 30       | 0        | 1            | 0            | 3             | 0             | —    | —    | 34        | 0         |
| Wigan Athletic (mượn)   | 2018–19           | EFL Championship         | 26       | 0        | —            | —            | —             | —             | —    | —    | 26        | 0         |
| Wigan Athletic          | 2019–20           | EFL Championship         | 38       | 1        | 1            | 0            | —             | —             | —    | —    | 39        | 1         |
| Fulham                  | 2020–21           | Premier League           | 28       | 0        | 1            | 0            | 4             | 0             | —    | —    | 33        | 0         |
| Fulham                  | 2021–22           | EFL Championship         | 36       | 2        | —            | —            | 1             | 1             | —    | —    | 37        | 3         |
| Fulham                  | 2022–23           | Premier League           | 14       | 0        | 0            | 0            | —             | —             | —    | —    | 14        | 0         |
| Fulham                  | Tổng cộng         | Tổng cộng                | 78       | 2        | 1            | 0            | 5             | 1             | 0    | 0    | 84        | 3         |
| Tổng số sự nghiệp       | Tổng số sự nghiệp | Tổng số sự nghiệp        | 172      | 3        | 3            | 0            | 8             | 1             | 3    | 0    | 186       | 4         |

1. ↑  Cúp FA
2. ↑  Cúp EFL
3. ↑  EFL Trophy

### Đội tuyển quốc gia
Tính đến ngày 24 tháng 3 năm 2024
| Đội tuyển quốc gia | Năm       | Trận | Bàn |
| ------------------ | --------- | ---- | --- |
| Hoa Kỳ             | 2018      | 6    | 0   |
| Hoa Kỳ             | 2019      | 1    | 0   |
| Hoa Kỳ             | 2020      | 1    | 0   |
| Hoa Kỳ             | 2021      | 11   | 1   |
| Hoa Kỳ             | 2022      | 14   | 1   |
| Hoa Kỳ             | 2023      | 6    | 2   |
| Hoa Kỳ             | 2024      | 2    | 0   |
| Tổng cộng          | Tổng cộng | 41   | 4   |

| STT | Ngày tháng                | Địa điểm                                                        | Đối thủ            | Bàn thắng | Kết quả | Kết quả                         |
| --- | ------------------------- | --------------------------------------------------------------- | ------------------ | --------- | ------- | ------------------------------- |
| 1   | Ngày 8 tháng 9 năm 2021   | Sân vận động Olímpico Metropolitano, San Pedro Sula, Honduras   | Honduras           | 1–1       | 4–1     | Vòng loại FIFA World Cup 2022   |
| 2   | Ngày 27 tháng 1 năm 2022  | Lower.com Field, Columbus, Hoa Kỳ                               | El Salvador        | 1–0       | 1–0     | Vòng loại FIFA World Cup 2022   |
| 3   | Ngày 16 tháng 11 năm 2023 | Sân vận động Q2, Austin, Hoa Kỳ                                 | Trinidad và Tobago | 2–0       | 3–0     | CONCACAF Nations League 2023–24 |
| 4   | Ngày 20 tháng 11 năm 2023 | Sân vận động Hasely Crawford, Port of Spain, Trinidad và Tobago | Trinidad và Tobago | 1–0       | 1–2     | CONCACAF Nations League 2023–24 |

## Danh hiệu
Fulham
- EFL Championship: 2021–22[37]

Hoa Kỳ
- CONCACAF Nations League: 2019–20, 2022–23, 2023–24

Cá nhân
- Đội hình tiêu biểu EFL Championship: 2021–22[38][39]